# Supercoppa russa 2012 (pallavolo maschile)
La Supercoppa russa di pallavolo maschile 2012 si è svolta il 29 settembre 2012: al torneo hanno partecipato due squadre di club russe e la vittoria finale è andata per la terza volta consecutiva al Volejbol'nyj klub Zenit-Kazan'.

## Regolamento
Le squadre hanno disputato una gara unica.

## Squadre partecipanti
| Squadra               | Qualificazione                  | Ultima partecipazione |
| --------------------- | ------------------------------- | --------------------- |
| Lokomotiv Novosibirsk | Vincitrice Coppa di Russia 2011 | Supercoppa russa 2011 |
| Zenit-Kazan           | Vincitrice Superliga 2011-12    | Supercoppa russa 2011 |

## Torneo
| 29 settembre 2012 Centr Volejbola Sankt-Peterburg, Kazan' Durata: 2h:03 - Spettatori: 4 100 | Zenit-Kazan | 3 - 2 | Lokomotiv Novosibirsk | 22-25, 21-25, 25-18, 25-16, 15-10 |